# Рыбак, Михаил Иванович
Михаил Иванович Рыба́к (1921—1997) — подполковник Советской Армии, участник Великой Отечественной войны, Герой Советского Союза (1945).

## Биография
Михаил Рыбак родился 16 января 1921 года в селе Борисовском. Окончил семь классов школы. В 1939 году Рыбак был призван на службу в Рабоче-крестьянскую Красную Армию. В 1940 году он окончил Иркутское военное авиационное техническое училище. С начала Великой Отечественной войны — на её фронтах. В 1943 году Рыбак окончил Балашовскую военную авиационную школу пилотов.
К февралю 1945 года лейтенант Михаил Рыбак был лётчиком 951-го штурмового авиаполка (306-й штурмовой авиадивизии, 10-го штурмового авиакорпуса, 17-й воздушной армии, 3-го Украинского фронта). К тому времени он совершил 120 боевых вылетов на штурмовку скоплений боевой техники и живой силы противника, нанеся ему большие потери.
Указом Президиума Верховного Совета СССР от 29 июня 1945 года лейтенант Михаил Рыбак был удостоен высокого звания Героя Советского Союза с вручением ордена Ленина и медали «Золотая Звезда».
После окончания войны Рыбак продолжил службу в Советской Армии. В 1951 году он окончил Высшую офицерскую школу штурманов. В 1970 году в звании подполковника Рыбак был уволен в запас. Проживал в Одессе.

## Награды
Был также награждён двумя орденами Красного Знамени, орденом Отечественной войны 1-й степени, двумя орденами Красной Звезды и рядом медалей.